# 狄奥尼修斯·哈永·伦巴卡
狄奥尼修斯·哈永·伦巴卡（1988年10月22日—），印尼男子羽毛球運動員，出自針記羽毛球俱樂部，專長單打項目。2018年退役後於針記俱樂部擔任教練。

## 簡歷
2010年11月，狄奥尼修斯·哈永·伦巴卡代表印尼出戰廣州亞運會，參加羽毛球比賽的男子團體項目，奪得銅牌。
2013年8月，狄奥尼修斯·哈永·伦巴卡參加中國廣州舉行的世界羽毛球錦標賽，出戰男子單打項目，首圈以2-0擊敗以色列選手晉級，但在第二圈就以1比2（21-14、18-21、11-21）不敵頭號種子、馬來西亞的李宗伟出局。
2015年8月，伦巴卡參加印尼雅加達舉行的世界羽毛球錦標賽，出戰男子單打項目。他在首圈因對手退賽而自動晉級，但在第二圈就以1比2（21-12、13-21、17-21）不敵9號種子、南韓的孫完虎出局。
2018年，他因長期受傷病所擾而退役，並在針記羽毛球俱樂部擔任教練。

## 主要比賽成績
只列出曾進入準決賽的國際賽事成績：
| 年份   | 賽事                     | 公開賽級別 | 項目     | 成績   |
| ------ | ------------------------ | ---------- | -------- | ------ |
| 2009年 | 羅馬尼亞羽毛球國際賽     | 國際系列賽 | 男子單打 | 冠軍   |
| 2009年 | 越南羽毛球國際挑戰賽     | 國際挑戰賽 | 男子單打 | 亞軍   |
| 2009年 | 澳洲羽毛球大獎賽         | 大獎賽     | 男子單打 | 冠軍   |
| 2009年 | 印尼羽毛球國際挑戰賽     | 國際挑戰賽 | 男子單打 | 冠軍   |
| 2009年 | 印度羽毛球大獎賽         | 大獎賽     | 男子單打 | 亞軍   |
| 2010年 | 湯姆斯盃                 | 其他       | 男子團體 | 亞軍   |
| 2010年 | 中華台北羽毛球黃金大獎賽 | 黃金大獎賽 | 男子單打 | 準決賽 |
| 2010年 | 印尼羽毛球黃金大獎賽     | 黃金大獎賽 | 男子單打 | 亞軍   |
| 2010年 | 印度羽毛球大獎賽         | 大獎賽     | 男子單打 | 冠軍   |
| 2010年 | 亞洲運動會羽毛球比賽     | 其他       | 男子團體 | 銅牌   |
| 2011年 | 蘇迪曼盃                 | 其他       | 混合團體 | 準決賽 |
| 2011年 | 印尼羽毛球黃金大獎賽     | 黃金大獎賽 | 男子單打 | 冠軍   |
| 2012年 | 越南羽毛球大獎賽         | 大獎賽     | 男子單打 | 準決賽 |
| 2012年 | 印尼羽毛球黃金大獎賽     | 黃金大獎賽 | 男子單打 | 亞軍   |
| 2013年 | 印尼羽毛球首要超級賽     | 首要超級賽 | 男子單打 | 準決賽 |
| 2013年 | 印尼羽毛球黃金大獎賽     | 黃金大獎賽 | 男子單打 | 亞軍   |
| 2014年 | 湯姆斯盃                 | 其他       | 男子團體 | 準決賽 |
| 2014年 | 越南羽毛球大獎賽         | 大獎賽     | 男子單打 | 冠軍   |
| 2015年 | 德國羽毛球黃金大獎賽     | 黃金大獎賽 | 男子單打 | 亞軍   |
| 2015年 | 泰國羽毛球黃金大獎賽     | 黃金大獎賽 | 男子單打 | 準決賽 |
| 2017年 | 印尼羽毛球國際系列賽     | 國際系列賽 | 男子單打 | 亞軍   |

| 2007-2017年 | 首要超級賽 | 超級賽 | 黃金大獎賽 | 大獎賽 | 國際挑戰賽 | 國際系列賽 | 未來系列賽 | 其他 |

| 2018-2026年 | 總決賽 | 超級1000賽 | 超級750賽 | 超級500賽 | 超級300賽 | 超級100賽 | 國際挑戰賽 | 國際系列賽 | 未來系列賽 | 其他 |

### 奧運會和世錦賽參賽紀錄
|          | 2011 | 2012 | 2013 | 2014 | 2015 |
| -------- | ---- | ---- | ---- | ---- | ---- |
| 男子單打 | 64強 | －   | 32強 | －   | 32強 |